# Aéroport de Natashquan
L'aéroport de Natashquan est un aéroport situé au Québec, au Canada. Il est notamment desservi par la compagnie Air Liaison.